# Gteter
Gteter (en àrab اكتيتر, Igtītr; en amazic ⴳⵯⵜⴰⵜⵔ) és una comuna rural de la província de Taourirt, a la regió de L'Oriental, al Marroc. Segons el cens de 2014 tenia una població total de 7.303 persones.